# Semin (Semin)
Semin is een bestuurslaag in het regentschap Gunung Kidul van de provincie Jogjakarta, Indonesië. Semin telt 9633 inwoners (volkstelling 2010).